# Liptovská Lúžna
Liptovská Lúžna (węg. Lúzsna) – wieś i gmina (obec) w powiecie Rużomberk, kraju żylińskim, w północnej Słowacji.
Miejscowość znajduje się w Lúžňanskiej kotlinie między dwiema jednostkami geomorfologicznymi Niżnych Tatr: masywem Prašivej i Grupą Salatynów. Zabudowania miejscowości ciągną się wzdłuż potoku Lúžňanka.
Wieś lokowana była w 1669 roku. Została zasiedlona przez osadników z wsi Orawskie Wesele.
W 2011 roku rozkład populacji względem narodowości i przynależności etnicznej wyglądał następująco:
- Słowacy – 97,76%
- narodowość nieznana – 1,89%
- Polacy – 0,17%
- Węgrzy – 0,07%
- Czesi – 0,03%
- Rosjanie – 0,03%
- Ukraińcy – 0,03%

We wsi jest używana gwara przejściowa słowacko-orawska. Gwara orawska jest zaliczana przez polskich językoznawców jako gwara dialektu małopolskiego języka polskiego, przez słowackich zaś jako gwara przejściowa polsko-słowacka.

## Szlaki turystyczne
pieszy: Liptovská Lúžna – sedlo pod Skalkou. Czas przejścia: 2.15 h, ↓ 1.30 h
  pieszy: Liptovská Lúžna – Ráztocké sedlo – Salatín – Ludrovská dolina – Ludrová. Czas przejścia: 6.15 h, ↓ 6.30 h
 rowerowy: Liptovská Osada – Korytnica rázcestie – Korytnica-kúpele – Liptovská Lúžna – Liptovská Osada

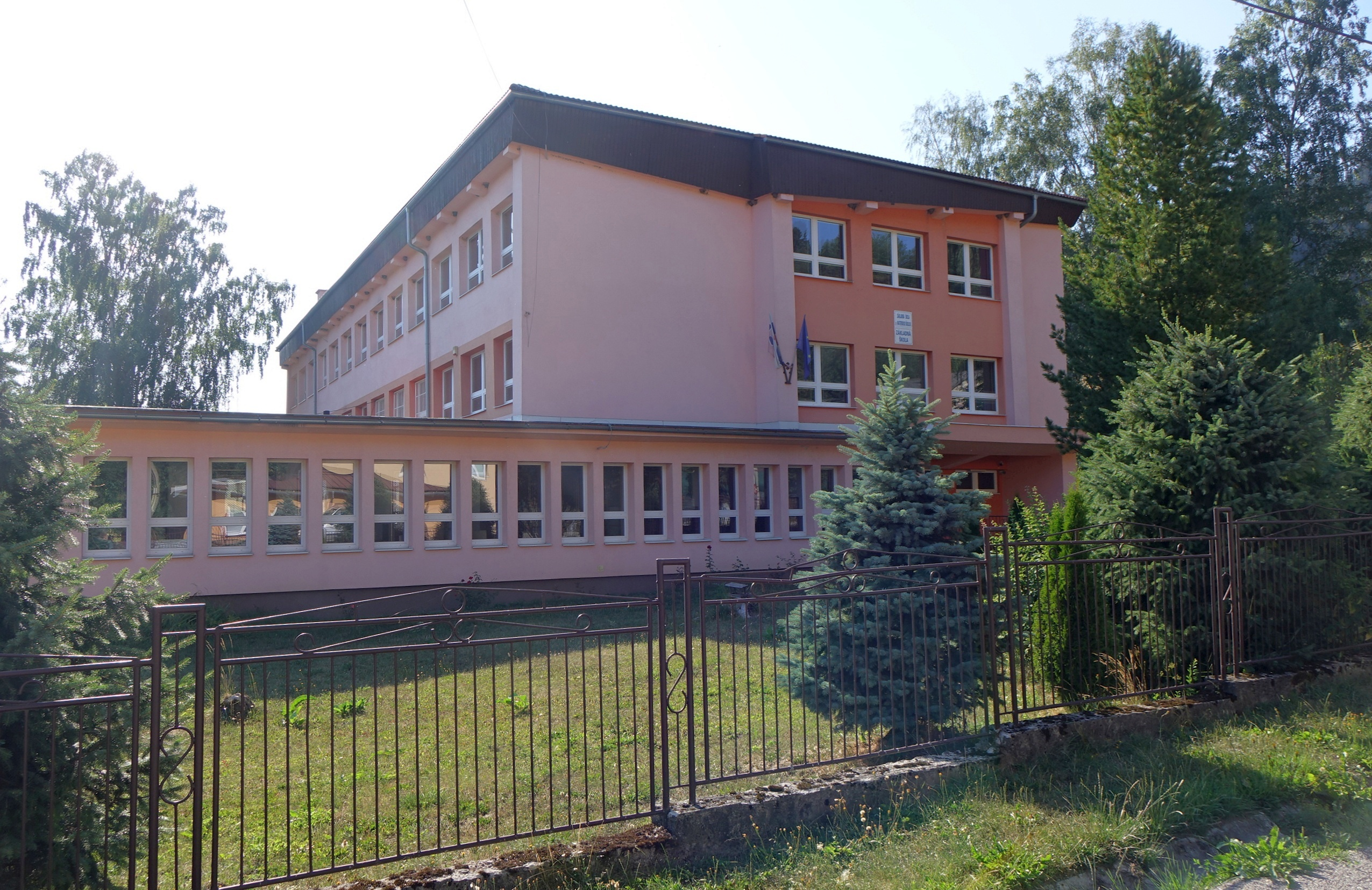
Szkoła
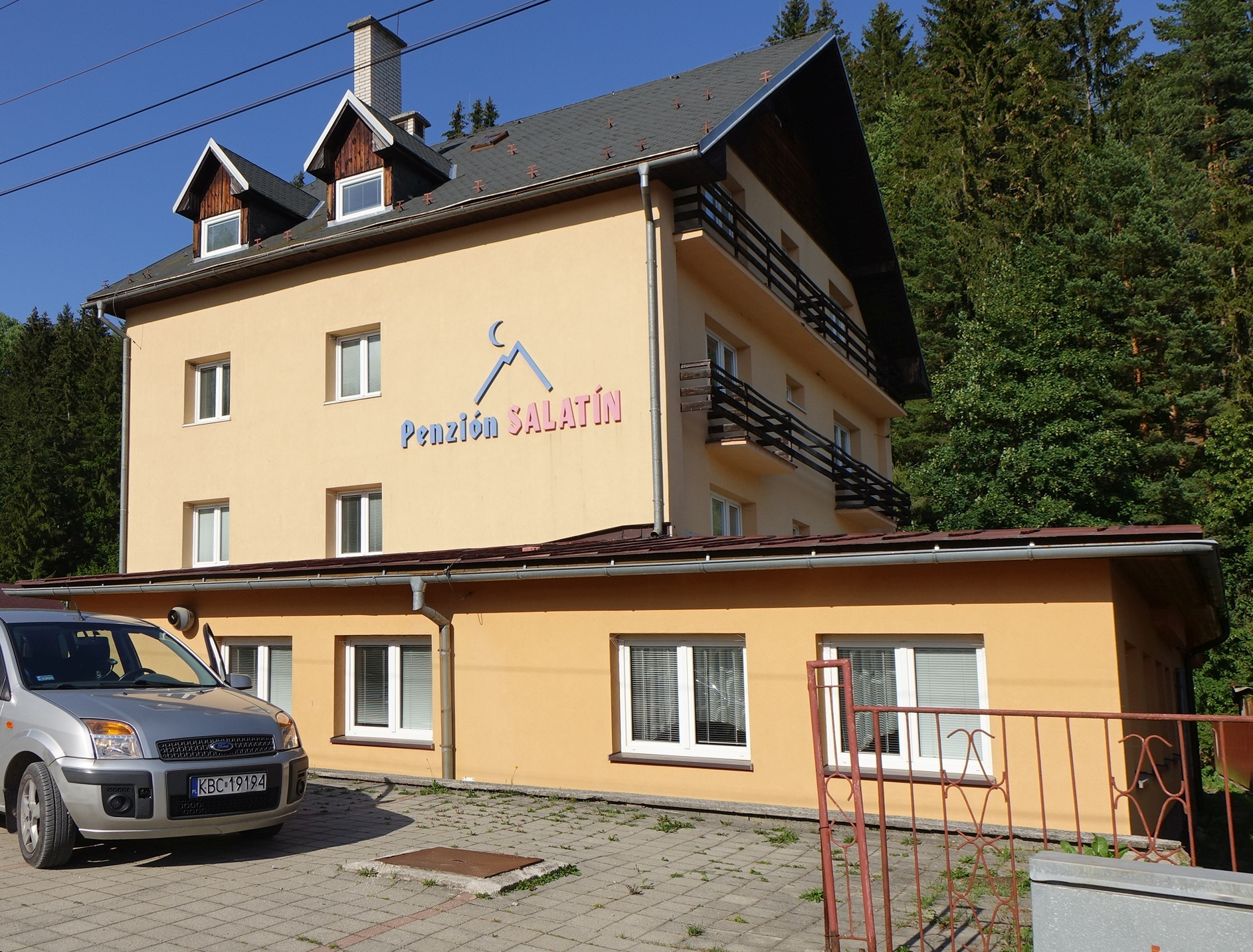
Pensjonat Salatín
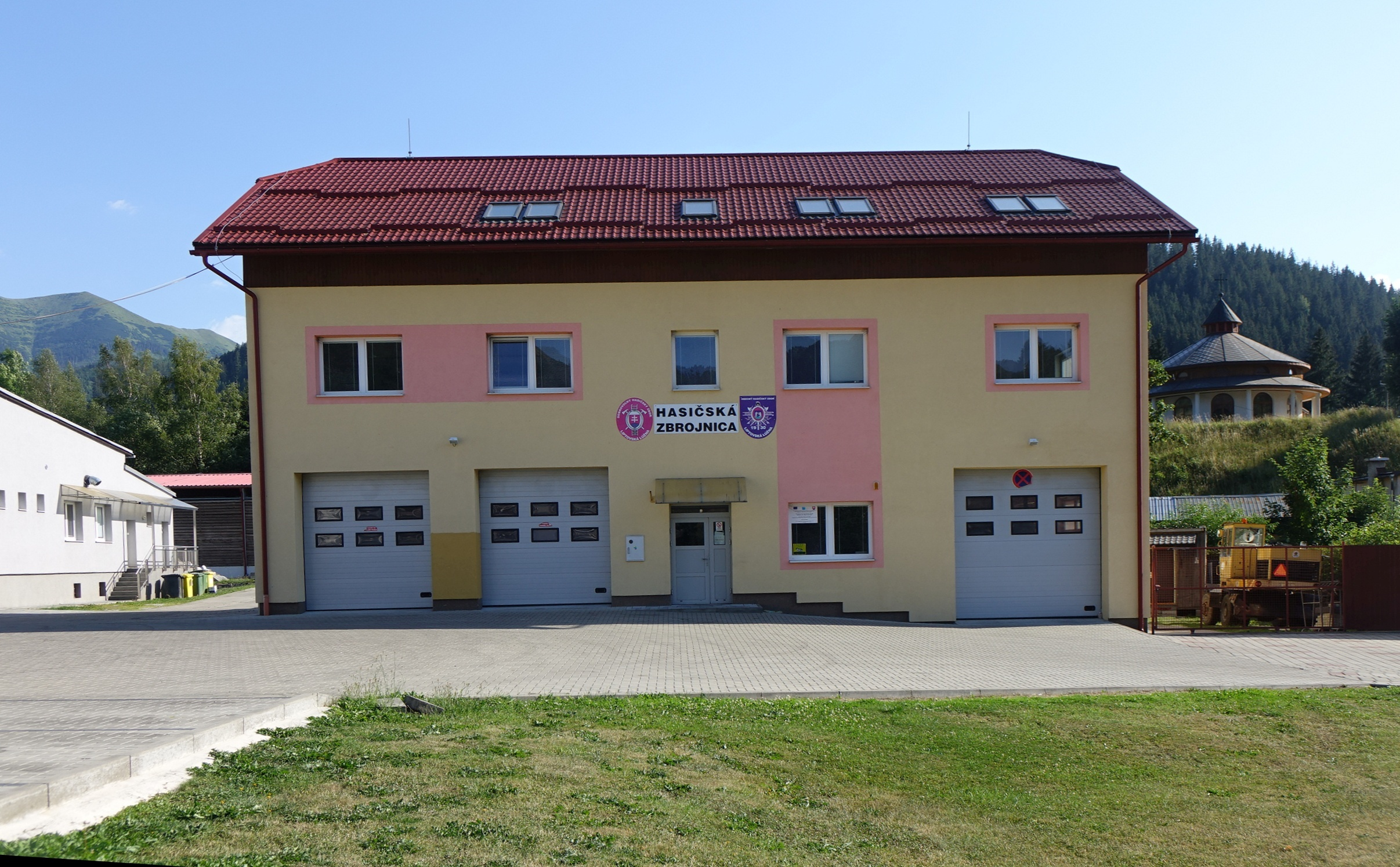
Remiza strażacka
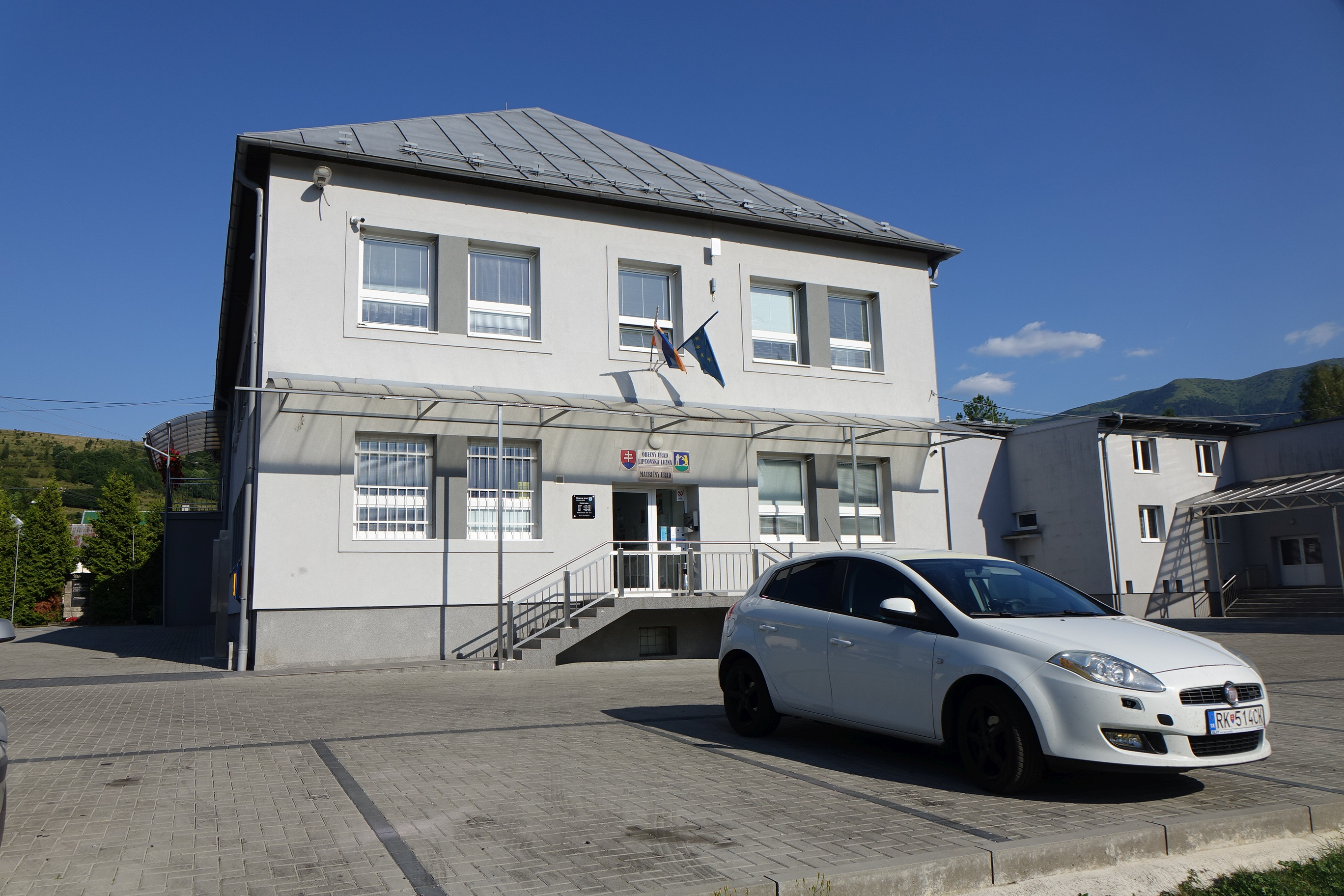
Budynek gminy